# Santi che preservano il mondo dall'ira di Cristo
Santi che preservano il mondo dall'ira di Cristo o Santi Domenico e Francesco d'Assisi preservano il mondo dall'ira di Cristo è un dipinto del pittore fiammingo Peter Paul Rubens realizzato circa nel 1620  e conservato nel Musée des Beaux-Arts a Lione in Francia. È collegato alla sua opera simile Intercessione della Madonna e di san Francesco d'Assisi preservano il mondo dall'ira divina (Bruxelles).